# Eprints
EPrints пакет вільного/відкритого програмного забезпечення для побудови архівів відкритого доступу сумісних із протоколом ініціативи відкритих архівів для отримання мета-даних (OAI-PMH = Open Archives Initiative Protocol for Metadata Harvesting). Це ПЗ містить багато можливостей, зазвичай реалізованих у системах управління документообігом, проте, перш за все, це використовується для створення колективних архівів та наукових журналів. EPrints було розроблено у Школі електроніки та комп’ютерних наук при Саутгемптонському університеті та випущено під ліцензією GNU GPL.
ПЗ EPrints не потрібно змішувати з «eprints» (чи «e-prints»), котрі є  препринтами (перед рецензією) та постпрінтами (після рецензування), чи статтями з дослідницьких журналів: «eprints [Архівовано 10 березня 2005 у Wayback Machine.]» = препринти + постпринти [Архівовано 13 березня 2007 у Wayback Machine.].

## Історія
EPrints було створено у 2000 [Архівовано 28 липня 2017 у Wayback Machine.] як прямий результат зустрічі у Santa Fe 1999 [Архівовано 28 вересня 2007 у Wayback Machine.] після якої і з'явилося OAI-PMH.
ПЗ EPrints було захоплено сприйнято і стало першим широко розповсюдженим ПЗ для колективних архівів із вільним відкритим доступом і відтоді надихнуло на створення багатьох наслідувань [Архівовано 25 червня 2013 у WebCite].
3 версія ПЗ було офіційно випущено 24 січня 2007 року на конференції Open Repositories 2007 [Архівовано 22 листопада 2007 у Wayback Machine.] та представлена його розробниками як «суттєвий стрибок функціональності, надання ще більше контролю та гнучкості для управителів архівів, вкладників, дослідників та технічних адміністраторів.»  [Архівовано 22 листопада 2007 у Wayback Machine.]

## Технологія
EPrints є вебпрограмою з підтримкою командного рядка, побудована на архітектурі LAMP (але написана на Perl замість PHP). Вона успішно працює під Linux, Solaris та Mac OS X. Версія для Microsoft Windows розвивається, але буде випущена не під GPL ліцензією.
У ПЗ 3-ї версії введено архітектуру Perl-плагінів для імпорту та експорту даних, конвертування об'єктів (для індексації пошукача) та інтерфейс користувача widgets.
Налаштування архіву EPrints включає зміну конфігураційних файлів, написаних на Perl чи XML. Інструменти налаштування на основі веб ще в розробці. Вигляд архіву задається HTML-шаблонами, таблицями стилів та вбудованими зображеннями. Eprints постачається з англійським перекладом, проте є переклади на інші мови через доступні XML-файли мовно-залежних фраз. Існуючі переклади включають болгарську, французьку, німецьку, угорську, італійську, японську, російську, іспанську та українську мови [Архівовано 27 вересня 2007 у Wayback Machine.].

## Зовнішні посилання
- Програмне забезпечення EPrints
- Сайт демонстрації EPrints  [Архівовано 23 серпня 2007 у Wayback Machine.]
- Діючі цифрові репозитарії на платформі EPrints в Україні (за переліком ROAR, за переліком OpenDOAR [Архівовано 27 квітня 2014 у Wayback Machine.])
  - Бібліотека Інституту програмних систем Національної академії наук України
  - Цифровий репозитарій Харківської національної академії міського господарства (ХНАМГ) [Архівовано 17 лютого 2018 у Wayback Machine.]
  - Цифровий репозитарій Житомирського державного університету імені Івана Франка [Архівовано 10 грудня 2009 у Wayback Machine.]
  - Цифровий репозитарій Інституту математики НАН України [Архівовано 11 серпня 2011 у Wayback Machine.]
  - Бібліотека ЛОІППО (Луганський обласний інститут післядипломної педагогічної освіти)
- EPrints на сайті вільного ПЗ для бібліотек
- Вопросы и ответы о самоархивировании [Архівовано 10 грудня 2013 у Wayback Machine.](рос.)
- Openarchives.eu — європейське керівництво по цифровим архівам OAI-PMH у світі(англ.)
- Peter Millington and William J. Nixon: Брифінг по EPrints 3 перед виходом HTML [Архівовано 22 жовтня 2007 у Wayback Machine.](англ.)
- Open Repositories 2007, конференція 23-26 січня, «Achieving Interoperability in an Open World» (Запуск EPrints 3 та семінар) [Архівовано 22 листопада 2007 у Wayback Machine.](англ.)
- ParaTools
- Статті
  - Кудім К.А. (2007) Пошаговые инструкции по установке Eprints 3 на Fedora Core 6(рос.)